# Віштя-де-Сус
Віштя-де-Сус (рум. Viștea de Sus) — село у повіті Брашов в Румунії. Входить до складу комуни Віштя.
Село розташоване на відстані 180 км на північний захід від Бухареста, 68 км на захід від Брашова, 144 км на південний схід від Клуж-Напоки.

## Населення
За даними перепису населення 2002 року у селі проживали 569 осіб, з них 566 осіб (99,5%) румунів. Рідною мовою 566 осіб (99,5%) назвали румунську.